# Jacques Perlot
Pour les articles homonymes, voir Perlot.
Jacques Perlot (né le 11 décembre 1929 à Charleville et mort le 2 mai 2012 à Brest) est un athlète français spécialiste du sprint.
Il remporte la médaille d'argent du relais 4 × 100 mètres lors des Championnats d'Europe 1950 de Bruxelles aux côtés de Étienne Bally, Yves Camus et Jean-Pierre Guillon. L'équipe de France, qui établit le temps de 41 s 8, s'incline face à l'Union soviétique. 
Jacques Perlot a par ailleurs codétenu le record de France du 4 × 100 m en 1950 en 41 s 0. 
Ses records personnels sont de 10 s 8 sur 100 m (1950) et 22 s 4 sur 200 m (1950). Il compte 5 sélections en équipe de France.

## Palmarès
| Date | Compétition           | Lieu      | Place | Épreuve   |
| ---- | --------------------- | --------- | ----- | --------- |
| 1950 | Championnats d'Europe | Bruxelles | 2e    | 4 × 100 m |